# 베를린 보이트 기술대학교

베를린 기술대학교(독일어: Berliner Hochschule für Technik)는 독일 베를린에 있는 공립 공업대학교이다. 1823년에 개교하였으며, 후에 공하학교로 설립돼 1971년에 단과대학을 합쳐 베를린 공업대학교(시립)(독일어: Technische Fachhochschule Berlin)로 통합됐고,베를린에 소속된 공립, 시립 대학교이다. 오랜 역사와 전통이 있는 대학교이며, 규모면에서 독일 내 상위 10권(Top 10) 대학에 속한다.

2021년 10월부터 베를린 기술 대학교(Berliner Hochschule für Technik)으로 이름이 변경되었다.
폐쇠된 베를린 테겔공항의(Flughafen Tegel) 터미널을 인수후,테겔 공항이 제2 캠퍼스로 (Campus TXL) 탈바꿈 된다. 이곳은 2027년 완공 예정이며, 독일의 4차산업을 주도할 연구소 그리고 약 3천여개의 스타트업 (자율주행, 친환경 건축, 친환경 에너지) 대학과 협력하게 된다.

이 대학에 한국인 교수인 이정화(계명대학교 공학 박사) 씨가 근무하고 있다.

## 같이 보기
- 응용학문대학